# Le Pêcheur à l'épervier
Le Pêcheur à l'épervier  (ou Le Pêcheur au filet) est un tableau de 1868 du peintre impressionniste français Frédéric Bazille.
Il est actuellement conservé à Zurich (Suisse) à la fondation Rau pour le Tiers-Monde.

## Description du tableau
Près d'un cours d'eau (peut-être le Lez – petit fleuve côtier qui traverse Montpellier), deux jeunes hommes sont représentés nus. Le sujet principal est un pêcheur : il tient un filet plombé nécessaire à la pratique de la pêche à l'épervier. Il s'agit de jeter à la main un filet nommé épervier sur un banc de poisson, se trouvant (visible ou non) à la surface, puis à le ramener sur la rive en utilisant une corde de ramassage.
Un peu plus loin, un autre homme nu est assis à l'ombre sur l'herbe : on ne sait pas s'il finit de se déshabiller ou s'il enfile, au contraire, une chaussette. Sa posture, classique, évoque celle du tireur d'épine.
La scène se déroule vraisemblablement dans le sud de la France. Bazille est né à Montpellier où il passe certains de ses étés. C'est une ville à laquelle il est resté très attaché toute sa vie.
Il s'agit d'une peinture de transition entre un style classique (représentation académique d'un nu masculin) et un style impressionniste reconnaissable par le choix des couleurs et une touche caractéristique et vivacité du pinceau.
L'œuvre est signée et datée en bas à droite par l'inscription « F. Bazille Juillet 1868 ».

## Historique

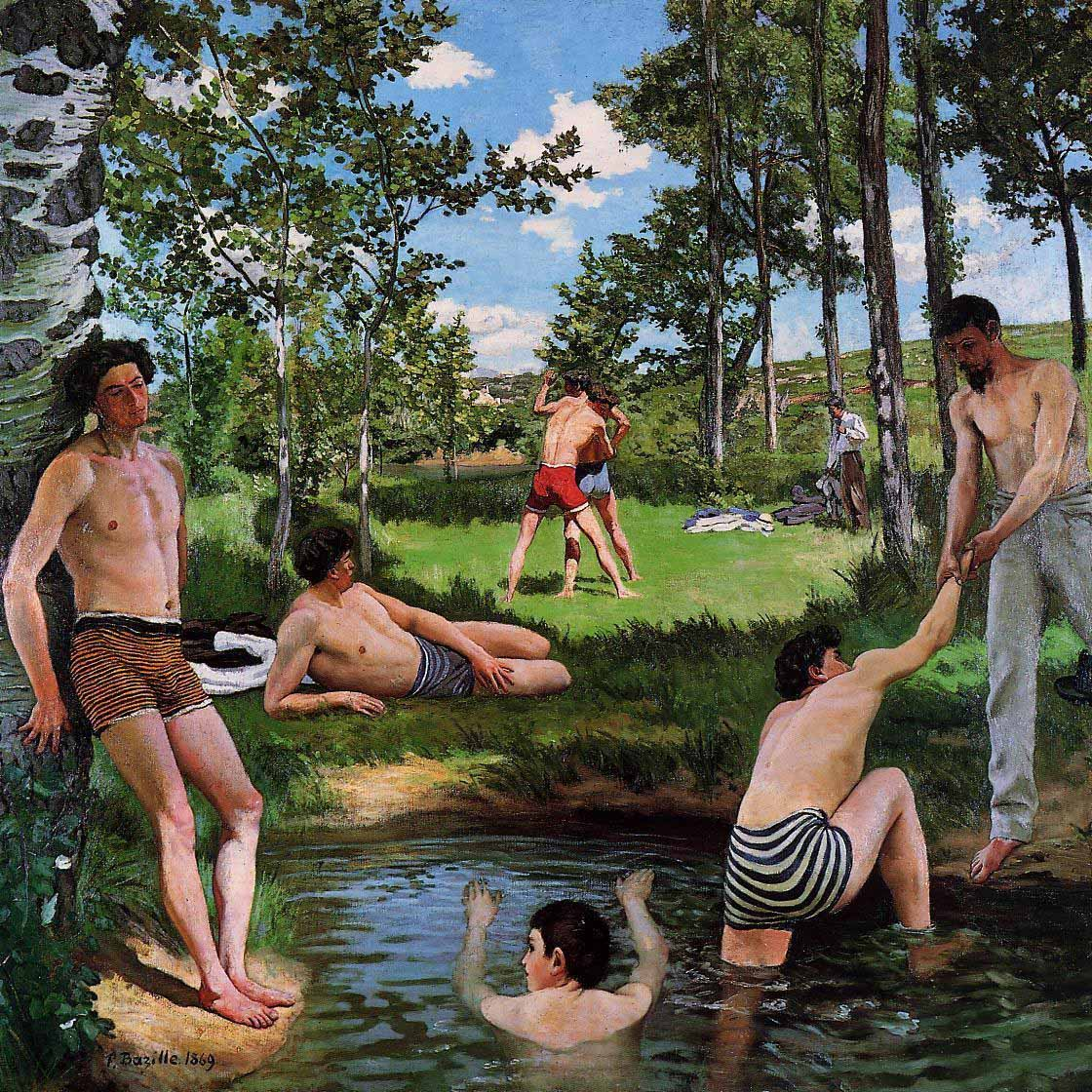
Scène d'été, ou Les Baigneurs (1869) de Bazille.

La toile a été refusée au Salon de 1869. Le choix de représenter un pêcheur nu plutôt qu'un héros mythologique (par exemple) ayant été vu comme trop trivial et condamné selon l'expression d'un « réalisme trop conséquent ».
Le salon accepte à la place son tableau La Vue du village. Malgré le soutien de Pierre Bonnard et d'Alexandre Cabanel, le refus pour Le Pêcheur blesse Bazille, qui accroche le tableau dans son atelier. Il n'a vendu aucune toile de son vivant.
Le tableau est représenté dans L'Atelier de Bazille, réalisé deux ans plus tard. On peut le voir à gauche, en haut, au-dessus de l'escalier où se trouve Émile Zola.
L'année suivante, Bazille réalise Scène d'été, dont le Pêcheur à l'épervier peut être vu comme un prélude. Les deux toiles pouvant être lues comme une « ode à la gloire d’un hédonisme homo-social, sinon homo-érotique ».
Après la mort de Bazille en 1870, l'œuvre revient par son frère Marc et reste à Montpellier jusqu'en 1923, date à laquelle Le Pêcheur au filet est légué au neveu du peintre, André Bazille. Ce n'est qu'en 1961 que le tableau est vendu à la Fondation Rau de Zurich.